# Махмутлар
Махмутлар (тур. Mahmutlar) — район города Аланья в Анталье, Турция.
Район Махмутлар находится в 12 км от центра города Аланьи, в 28 км от аэропорта Газипаша и в 140 км от города Анталии.
На севере он окружён горами Тавр, а на юге — Средиземным морем. Протяжённость пляжей Средиземного моря около 5 км. На восточном направлении граничит с районом Каргыджак, а на западном — с районом Кестель.
Население Махмутлара составляет около 53 034 человек в зимний период и до 150 000—200 000 человек в летний период (данные на 2022 год).
Махмутлар стал муниципалитетом в 1974 году. Это — первый городской муниципалитет Аланьи. В мае 2014 года Махмутлар (и ещё 13 населённых пунктов) был присоединён к Аланье, и стал районом (Mahmutlar Mahallesi) города.
В 3 километрах от центра Махмутлара находится охраняемая лесная территория — Mahmutlar Belediyesi Mesire.

## Демографический рост населения
- 1985 — 3.435
- 1990 — 4.852
- 1997 — 9.285
- 2000 — 14.463
- 2008 — 18.575
- 2010 — 21.980
- 2011 — 24.227
- 2014 — 30.390
- 2018 — 39.896
- 2020 — 45.773
- 2021 — 52.844

В районе постоянно проживают более 1400 голландских, ирландских и немецких, а также русских семей.

## Климат
Климат субтропический средиземноморский. Эта местность уникальна климатическими условиями, много солнечных дней в году, благодаря чему не прекращается обилие фруктов и овощей. Средняя температура в летний период равна +30 °C, в зимний +15 °C, при этом средний зимний ночной минимум +12 °C (и очень редко ночью опускается до +3…+6 °C). Сейсмическая активность в регионе равна нулю (землетрясения случаются в более отдалённых участках, а в Махмутларе иногда ощутимы толчки 2-4 балла). В целом, климат почти не отличается от климата Аланьи — здесь чуть-чуть теплее воздух и вода (море становится очень глубоким уже в 5 км от берега) буквально на 0,1..0,2 °C (это самое тёплое место Турции), больше солнечных часов, меньше осадков, но эта разница почти незаметна. Но за счёт этого по зоне морозостойкости USDA Махмутлар попадает в зону 11a (средний минимум за последние 20 лет = +4,4 °С), что крайне важно для выращивания бананов.

## Инфраструктура
В Махмутларе есть 4 начальные школы, 2 средние школы, имеются продлённые группы после школы, 3 учебных центра, 2 частных детских сада (турецкий и русский). По всему городу находятся супермаркеты и небольшие магазины, рестораны и дискотеки, салоны здоровья и красоты. 2 раза в неделю в городе проходит базар: по вторникам (Salı Pazarı) и субботам (Cumartesi Pazarı) соответственно в восточной и в западной части этого района.
В Махмутларе есть 3 основные улицы: это улица Ататюрка, улица Барбарос и центральная прибрежная улица — шоссе Анталья—Мерсин — часть дороги D.400. Через каждые 15 минут по этим улицам проезжает общественный транспорт. Также имеются множество улиц, вертикально пересекающихся с этими основными улицами. Среди всех улиц самой оживлённой считается улица Барбарос, так как на ней расположены различные офисы, банки, муниципалитет, рестораны, магазины, элитные здания.
Район расположен вдоль моря, вдоль моря же проложена трасса и эта проезжая часть называется первой линией (шоссе Анталья—Мерсин).[уточнить] Вторая улица, идущая вдоль моря, находится примерно в 150 метрах от первой линии, идёт параллельно ей, асфальтирована, — улица Барбарос, называется Второй линией. Третья линия — улица Ататюрка — расположена примерно в 300 метрах от Второй линии, но на востоке города поворачивает к морю и сливается с улицей Барбарос.

## Экономика
Махмутлар живёт туризмом и сельским хозяйством. Одна из ведущих отраслей экономики региона — недвижимость. Махмутлар занимает лидирующее положение по продаже недвижимости иностранцам. По скорости развития экономики и торговли Махмутлар в регионе Аланьи занимает первое место.

## Античный период
Махмутлар славится руинами античных городов Сиедра, Наула, Лаертес.
В древние времена прибрежный посёлок Махмутлар был портовой частью города Лаертес, согласно, преданиям, был основан Клавдием. Основным строительным материалом служил известняк и частично мрамор. Метрополия города находится на юге, а акрополь — на юго-востоке. В Лаертесе была обнаружена надпись, выполненная в VII веке до н. э. на финикийском языке. Сейчас она хранится в музее Аланьи. Среди дошедших до наших дней руин города — принадлежащие римскому периоду наблюдательные башни, сидения на агоре, использовавшиеся для встреч и бесед горожан, улица императоров, одеон и театр, храмы, построенные в честь Зевса, Аполлона, а также Цезаря, купальни, некрополь. Город переживал период своего расцвета в период с I по III века н. э. В музее Аланьи сегодня хранятся некоторые предметы, которые обнаружены археологами в городе и которые проливают свет на его историю. Так, в одном из сохранившихся документов 138 года н. э., в котором упоминается имя губернатора Памфилии, говорится о некоем воине сирийского происхождения, которому за 25 лет героической службы было дано римское гражданство и предоставлено право жениться на женщине из Памфилии.
Другой город — Наула, существовал и во времена Византии. С этой эпохи здесь частично сохранились театр, храм, улица с колоннами, две башни обсерватории, два фонтана и яма, использовавшаяся для содержания диких животных. Местные власти начали реставрационные работы, чтобы открыть город для туристов.
Город Сиедра расположен неподалёку от Махмутлара в горах, откуда открывается потрясающая панорама на окрестности Аланьи. В древности это был крупный город, снабжающий водой все окрестные поселения. Здесь сохранилась античная система искусственных водохранилищ, которой до сих пор пользуются местные жители для орошения полей.
В результате археологических раскопок, проведённых здесь научными работниками музея Аланьи, выяснилось, что история города начинается примерно в VII веке до н. э. Седра существовала до XIII века. В город ведут сохранившиеся до наших дней ворота. Окружают город крепостные стены. С древних времён остались и подземные хранилища пресной воды, стены которых покрыты штукатуркой. Искусственная ниша, выдолбленная в скале в одной из пещер, покрыта фресками. Это говорит о том, что пещера использовалась в религиозных целях. На восточной окраине города стоят красивые развалины старинных бань. На полу этих бань местами сохранилась мозаика. На юго-востоке города, занимавшего довольно большую площадь, имелась и улица с колоннами шириной 20 м и длиной 250 м. Известно, что северная часть этой улицы была специально для создания тени покрыта деревянной кровлей, которую держали колонны, а южная часть была вымощена камнем. Дошедшие до наших дней надписи посвящены различным проходившим в городе спортивным мероприятиям, что говорит о том, что город являлся важным спортивным центром в регионе. Среди других остатков города можно выделить храм, амфитеатр, акрополь, некрополь, агору и жилые помещения. Сейчас в музее Аланьи хранится надпись, которая была выполнена на основе благодарственного письма римского императора Септимия Севера в адрес горожан в 194 г. н. э. В нём император благодарит их за героическую борьбу против разбойников и безбожников, напавших на.

## Галерея
- Бульвар Мендерес
- В начале бульвара Мендерес
- Вид набережной в сторону Аланьи
- Вид с пляжа
- Набережная
- Новостройки Махмутлара
- Ресторанный ряд на Мендерес
- Улица Барбарос
- Улица Барбарос
- Улица Янгылы
- Улица Ватан
- Улица Янгылы